# Spanigorlus braziliensis
Spanigorlus braziliensis är en insektsart som beskrevs av Nielson 1979. Spanigorlus braziliensis ingår i släktet Spanigorlus och familjen dvärgstritar. Inga underarter finns listade i Catalogue of Life.